# Запорожье (Бериславский район)
Запорожье (укр. Запоріжжя) — село в Великоалександровской поселковой общине Бериславского района Херсонской области Украины.
Почтовый индекс — 74120. Телефонный код — 5532. Код КОАТУУ — 6520982003.

## Население
Население по переписи 2001 года составляло 72 человека.

### Языковой состав
Родной язык населения по данным переписи 2001 года:
| Язык       | Численность, чел. | Доля     |
| ---------- | ----------------- | -------- |
| Украинский | 62                | 86,11 %  |
| Русский    | 6                 | 8,33 %   |
| Молдавский | 4                 | 5,56 %   |
| Итого      | 72                | 100,00 % |